# Shimotsuke (Tochigi)
Shimotsuke (下野市 Shimotsuke-shi?) es una ciudad situada en la prefectura de Tochigi, en Japón. Tiene una población estimada, a fines de septiembre de 2024, de 59 728 habitantes.

## Historia
Fue fundada en 2006, a partir de la fusión de los municipios de Minamikawachi, Kokubunji e Ishibashi.

## Economía
La agricultura y la fabricación ligera son los pilares de la economía local, con la producción de kanpyō, cúrcuma y espinaca como cultivos locales prominentes. Cada vez más es una ciudad dormitorio para la vecina Utsunomiya.[cita requerida]

## Demografía
Según los datos del censo japonés, la población de Shimotsuke ha crecido constantemente en los últimos 60 años.
| Gráfica de evolución demográfica de Shimotsuke entre 1940 y 2024 |
|                                                                  |
| Oficina de Estadísticas de Japón                                 |

## Ciudades hermanas
- Dietzhölztal, Hesse, Alemania.[8]